# Frank Jack Fletcher
Frank Jack Fletcher (ur. 29 kwietnia 1885 w Marshalltown w Iowa, zm. 25 kwietnia 1973 w Bethesda) – admirał marynarki wojennej Stanów Zjednoczonych.

## Życiorys
Był bratankiem admirała Franka Fridaya Fletchera. Postanowił pójść śladem stryja i zostać oficerem marynarki wojennej.
Karierę wojskową rozpoczął w 1902, wstępując do United States Naval Academy w Annapolis. Uczelnię tę ukończył 12 lutego 1906. W 1908, po dwóch latach służby na morzu, otrzymał stopień podporucznika marynarki (ang. Ensign). W 1914 – za wyróżniającą się postawę podczas bitwy o Veracruz – został odznaczony Medalem Honoru. W czasie I wojny światowej służył we Flocie Atlantyckiej (U.S. Atlantic Fleet). W 1918 otrzymał Krzyż Marynarki Wojennej. W okresie międzywojennym zajmował wysokie stanowiska w sztabie marynarki, dowodził (od 1936) pancernikiem USS New Mexico, a następnie (w latach 1939–1941) dywizjonami krążowników. 

### Dowództwo na Pacyfiku i sukcesy
W styczniu 1942, w randze kontradmirała (Rear Admiral), objął dowództwo amerykańsko-australijskich sił morskich operujących na południowym Pacyfiku. Jego flagowym okrętem był wówczas lotniskowiec USS „Yorktown”. Brał udział w bitwach na Morzu Koralowym oraz pod Midway, w tej drugiej odnosząc spektakularne zwycięstwo, pomimo straty swojego flagowego okrętu. W sierpniu tego roku, już w stopniu wiceadmirała (Vice Admiral) dowodził siłami inwazyjnymi podczas lądowania na Guadalcanal i Tulagi oraz stoczył zwycięską bitwę koło wschodnich Salomonów. Sukcesy w tych trzech bitwach (w których flota japońska straciła 6 lotniskowców) spowodowały, iż został uznany za jednego z najwybitniejszych admirałów II wojny światowej.

### Krytyka
Admirał Fletcher spotkał się również z krytyką - głównie w osobie admirała Chestera Nimitza, który uważał, że działania Fletchera powinny być bardziej zdecydowane, co przyniosłoby jeszcze większe zwycięstwa. Krytyka ta była prawdopodobnie jedną z przyczyn podjęcia przez admirała Ernesta Kinga decyzji o usunięciu Fletchera z funkcji dowódcy zespołu lotniskowców po wygranej bitwie koło wschodnich Salomonów. Po tym jak jego okręt flagowy USS „Saratoga” został storpedowany przez japoński okręt podwodny w dniu 31 sierpnia 1942, uszkodzenia zmusiły go do powrotu do Pearl Harbor. Po zawinięciu do portu admirał Fletcher otrzymał urlop. Do zakończenia wojny nie brał już tak aktywnego udziału w działaniach bojowych. Od 18 listopada 1942 dowodził 13th Naval District and Northwestern Sea Frontier w Seattle. W 1944 r. objął również dowództwo rejonu Alaski. Organizował ataki na wyspy Kurylskie. 

### Okres powojenny
Po zakończeniu wojny dowodził okupacją północnej Japonii. Po powrocie do kraju, 17 grudnia 1945 r. dołączył do Departamentu Marynarki jako członek Rady (General Board of the Navy Department). Przeszedł na emeryturę 1 maja 1947 r. Przed odejściem awansowany do rangi pełnego admirała (Admiral). Zmarł 25 kwietnia 1973 roku w Bethesda Naval Hospital w Bethesda w stanie Maryland. Pochowany na Narodowym Cmentarzu w Arlington.

## Pamięć
Imieniem admirała Franka Fletchera nazwano zwodowany w 1978 niszczyciel USS „Fletcher” (DD-992).

## Film
Postać kontradmirała Fletchera, którą zagrał Robert Webber, pojawia się w amerykańskim filmie fabularnym Bitwa o Midway (1976), wyreżyserowanym przez Jacka Smighta.